# Engystomops randi
Engystomops randi är en groddjursart som först beskrevs av Ron, Cannatella och Luis A. Coloma 2004.  Engystomops randi ingår i släktet Engystomops och familjen Leiuperidae. IUCN kategoriserar arten globalt som livskraftig. Inga underarter finns listade i Catalogue of Life.